# Nuoto ai XV Giochi del Mediterraneo
Le gare di nuoto ai XV Giochi del Mediterraneo si sono svolte dal 24 al 28 giugno 2005 al Centro Sportivo Las Almadrabillas di Almería, in Spagna. Sono state disputate gare in 42 distinte specialità di cui 21 maschili e 21 femminili.

## Podi

### Uomini
| Evento                          | Oro                                                                          | Tempo    | Argento                                                                            | Tempo    | Bronzo                                                                                     | Tempo    |
| Stile libero                    |                                                                              |          |                                                                                    |          |                                                                                            |          |
| 50 m (dettagli)                 | Salim Iles Algeria                                                           | 22.31    | Eduardo Lorente Spagna                                                             | 22.52    | Jernej Godec Slovenia                                                                      | 22.71    |
| 100 m (dettagli)                | Salim Iles Algeria                                                           | 49.10    | Filippo Magnini Italia                                                             | 49.37    | Nabil Kebbab Algeria                                                                       | 49.68    |
| 200 m (dettagli)                | David Berbotto Italia                                                        | 1:50.00  | Olaf Wildeboer Spagna                                                              | 1:50.17  | Amaury Leveaux Francia                                                                     | 1:50.40  |
| 400 m (dettagli)                | Massimiliano Rosolino Italia                                                 | 3:48.79  | Spyridōn Gianniōtīs Grecia                                                         | 3:51.84  | Sébastien Rouault Francia                                                                  | 3:52.14  |
| 800 m (dettagli)                | Oussama Mellouli Tunisia                                                     | 7:54.30  | Sébastien Rouault Francia                                                          | 7:54.66  | Spyridōn Gianniōtīs Grecia                                                                 | 8:03.60  |
| 1500 m (dettagli)               | Sébastien Rouault Francia                                                    | 15:08.98 | Spyridōn Gianniōtīs Grecia                                                         | 15:24.84 | Samuel Pizzetti Italia                                                                     | 15:27.77 |
| Dorso                           |                                                                              |          |                                                                                    |          |                                                                                            |          |
| 50 m (dettagli)                 | Aristeidis Grigoriadis Grecia                                                | 25.62    | David Ortega Spagna                                                                | 25.81    | Ahmed Hussein Egitto                                                                       | 25.86    |
| 100 m (dettagli)                | Aristeidis Grigoriadis Grecia                                                | 55.75    | Ahmed Hussein Egitto                                                               | 56.06    | David Ortega Spagna                                                                        | 56.08    |
| 200 m (dettagli)                | Blaž Medvešek Slovenia                                                       | 2:00.08  | Gordan Kožulj Croazia                                                              | 2:00.48  | Ahmed Hussein Egitto                                                                       | 2:01.61  |
| Rana                            |                                                                              |          |                                                                                    |          |                                                                                            |          |
| 50 m (dettagli)                 | Alessandro Terrin ItaliaEmil Tahirovič Slovenia                              | 28.02    | Non attribuita                                                                     |          | Matjaž Markič Slovenia                                                                     | 28.24    |
| 100 m (dettagli)                | Hugues Duboscq Francia                                                       | 1:01.24  | Romanos Alyfantis Grecia                                                           | 1:01.57  | Emil Tahirovič Slovenia                                                                    | 1:01.73  |
| 200 m (dettagli)                | Hugues Duboscq Francia                                                       | 2:13.98  | Paolo Bossini Italia                                                               | 2:15.15  | Sofiane Daid Algeria                                                                       | 2:16.54  |
| Farfalla                        |                                                                              |          |                                                                                    |          |                                                                                            |          |
| 50 m (dettagli)                 | Frédérick Bousquet Francia                                                   | 24.30    | Mattia Nalesso Italia                                                              | 24.38    | Alexei Puninski Croazia                                                                    | 24.39    |
| 100 m (dettagli)                | Peter Mankoč Slovenia                                                        | 54.08    | Lorenzo Benatti Italia                                                             | 54.19    | Romain Barnier Francia                                                                     | 54.24    |
| 200 m (dettagli)                | Ioannis Drymonakos Grecia                                                    | 1:57.58  | Aleš Aberšek Slovenia                                                              | 1:59.37  | Francesco Vespe Italia                                                                     | 1:59.68  |
| Misti                           |                                                                              |          |                                                                                    |          |                                                                                            |          |
| 200 m (dettagli)                | Oussama Mellouli Tunisia                                                     | 2:01.00  | Alessio Boggiatto Italia                                                           | 2:03.99  | Brenton Cabello Spagna                                                                     | 2:04.40  |
| 400 m (dettagli)                | Oussama Mellouli Tunisia                                                     | 4:14.34  | Nicolas Rostoucher Francia                                                         | 4:19.17  | Ioannis Drymonakos Grecia                                                                  | 4:19.37  |
| Staffette                       |                                                                              |          |                                                                                    |          |                                                                                            |          |
| 4x100 m stile libero (dettagli) | Francia Alain Bernard Amaury Leveaux Romain Barnier Frédérick Bousquet       | 3:20.08  | Spagna Saúl Santana Eduardo Lorente Olaf Wildeboer Javier Noriega                  | 3:22.46  | Grecia Apostolos Antonopoulos Andreas Zisimos Apostolos Tsagkarakis Aristeidis Grigoriadis | 3:22.95  |
| 4x200 m stile libero (dettagli) | Italia Matteo Pelliciari Emiliano Brembilla Christian Galenda David Berbotto | 7:18.48  | Grecia Andreas Zisimos Apostolos Antonopoulos Dimitrios Manganas Nikolaos Xylouris | 7:19.87  | Francia Matthieu Madelaine Amaury Leveaux Guillaume Strohmeyer Nicolas Rostoucher          | 7:24.20  |
| 4x100 m misti (dettagli)        | Slovenia Blaž Medvešek Emil Tahirovič Jernej Mencinger Peter Mankoč          | 3:41.12  | Spagna David Ortega Iván Aguirre Juan José Ulacía Eduardo Lorente                  | 3:42.29  | Italia Enrico Catalano Alessandro Terrin Mattia Nalesso David Berbotto                     | 3:42.33  |

## Podi

### Donne
| Evento                          | Oro                                                                            | Tempo    | Argento                                                                | Tempo    | Bronzo                                                                   | Tempo    |
| Stile libero                    |                                                                                |          |                                                                        |          |                                                                          |          |
| 50 m (dettagli)                 | Cristina Chiuso Italia                                                         | 25.40    | Céline Couderc Francia                                                 | 25.77    | Ana Belén Palomo Spagna                                                  | 26.13    |
| 100 m (dettagli)                | Céline Couderc Francia                                                         | 55.46    | Solenne Figuès Francia                                                 | 55.56    | Cristina Chiuso Italia                                                   | 56.14    |
| 200 m (dettagli)                | Solenne Figuès Francia                                                         | 1:59.49  | Sara Isakovič Slovenia                                                 | 1:59.61  | Zoi Dimoschaki Grecia                                                    | 2:00.67  |
| 400 m (dettagli)                | Laure Manaudou Francia                                                         | 4:08.90  | Sara Isakovič Slovenia                                                 | 4:12.25  | Zoi Dimoschaki Grecia                                                    | 4:13.00  |
| 800 m (dettagli)                | Erika Villaécija García Spagna                                                 | 8:38.73  | Elisa Pasini Italia                                                    | 8:39.88  | Sophie Huber Francia                                                     | 8:46.55  |
| 1500 m (dettagli)               | Elisa Pasini Italia                                                            | 16:30.16 | Erika Villaécija García Spagna                                         | 16:40.11 | Marianna Lymperta Grecia                                                 | 16:48.38 |
| Rana                            |                                                                                |          |                                                                        |          |                                                                          |          |
| 50 m (dettagli)                 | Laure Manaudou Francia                                                         | 29.17    | Elena Gemo Italia                                                      | 29.20    | Mercedes Peris Spagna                                                    | 29.22    |
| 100 m (dettagli)                | Alexandra Putra Francia                                                        | 1:02.33  | Mercedes Peris Spagna                                                  | 1:02.85  | Sanja Jovanović Croazia                                                  | 1:02.96  |
| 200 m (dettagli)                | Alessia Filippi Italia                                                         | 2:12.65  | Esther Baron Francia                                                   | 2:12.87  | Alexandra Putra Francia                                                  | 2:13.38  |
| Rana                            |                                                                                |          |                                                                        |          |                                                                          |          |
| 50 m (dettagli)                 | Giulia Fabbri Italia                                                           | 32.96    | Dajana Zoretic Croazia                                                 | 33.15    | Vasiliki Kavarnou Grecia                                                 | 33.23    |
| 100 m (dettagli)                | Anne-Sophie Le Paranthoën Francia                                              | 1:10.79  | Sara Pérez Spagna                                                      | 1:11.36  | Angeliki Exarchou Grecia                                                 | 1:11.69  |
| 200 m (dettagli)                | Sara Pérez Spagna                                                              | 2:28.87  | Sara Giovannoni Italia                                                 | 2:31.14  | Belen Domenech Spagna                                                    | 2:31.36  |
| Farfalla                        |                                                                                |          |                                                                        |          |                                                                          |          |
| 50 m (dettagli)                 | Elena Gemo Italia                                                              | 27.55    | Sanja Jovanović Croazia                                                | 27.82    | Francesca Segat Italia                                                   | 27.95    |
| 100 m (dettagli)                | Ambra Migliori Italia                                                          | 59.68    | Mireia García Spagna                                                   | 1:00.13  | Francesca Segat Italia                                                   | 1:00.63  |
| 200 m (dettagli)                | Caterina Giacchetti Italia                                                     | 2:10.01  | Mireia García Spagna                                                   | 2:11.33  | Francesca Segat Italia                                                   | 2:11.77  |
| Misti                           |                                                                                |          |                                                                        |          |                                                                          |          |
| 200 m (dettagli)                | Anja Klinar Slovenia                                                           | 2:16.04  | Cylia Vabre Francia                                                    | 2:16.79  | Alessia Filippi Italia                                                   | 2:18.01  |
| 400 m (dettagli)                | Alessia Filippi Italia                                                         | 4:40.61  | Anja Klinar Slovenia                                                   | 4:44.00  | Sara Pérez Spagna                                                        | 4:47.77  |
| Staffette                       |                                                                                |          |                                                                        |          |                                                                          |          |
| 4x100 m stile libero (dettagli) | Francia Elsa N'Guessan Angela Tavernier Sophie Huber Céline Couderc            | 3:47.83  | Spagna Tatiana Rouba Ilune Gorbea Erika Villaécija García María Fuster | 3:48.16  | Grecia Eleni Kosti Zoi Dimoschaki Zampia Melachroinou Aikaterini Bliamou | 3:49.70  |
| 4x200 m stile libero (dettagli) | Francia Céline Couderc Angela Tavernier Elsa N'Guessan Solenne Figuès          | 8:06.37  | Spagna Arantxa Ramos Noemi Feliz Ilune Gorbea Erika Villaécija García  | 8:10.11  | Italia Simona Ricciardi Alice Carpanese Martina Cuppone Alessia Filippi  | 8:13.22  |
| 4x100 m misti (dettagli)        | Francia Alexandra Putra Anne-Sophie Le Paranthoën Aurore Mongel Céline Couderc | 4:09.01  | Spagna Mercedes Peris Sara Pérez Mireia García María Fuster            | 4:09.33  | Italia Alessia Filippi Veronica Demozzi Ambra Migliori Alice Carpanese   | 4:11.85  |

## Medagliere
| Posizione | Paese    | Oro | Argento | Bronzo | Totale |
| --------- | -------- | --- | ------- | ------ | ------ |
| 1         | Francia  | 14  | 7       | 7      | 28     |
| 2         | Italia   | 12  | 8       | 10     | 30     |
| 3         | Slovenia | 5   | 4       | 3      | 12     |
| 4         | Spagna   | 4   | 14      | 6      | 24     |
| 5         | Grecia   | 3   | 4       | 9      | 16     |
| 6         | Tunisia  | 3   | 0       | 0      | 3      |
| 7         | Algeria  | 2   | 0       | 2      | 4      |
| 8         | Croazia  | 0   | 3       | 3      | 6      |
| 9         | Egitto   | 0   | 1       | 2      | 3      |
| Totale    | Totale   | 43  | 41      | 42     | 126    |